# Движение свободных офицеров (Сирия)
Движение свободных офицеров (араб. حركة الضباط الأحرار‎) — бывшая сирийская организация, предтеча Свободной сирийской армии. Движение свободных офицеров было сформировано дезертировавшими недовольными режимом Башара Асада военнослужащими вооружённых сил Сирии с целью протеста действий военных и шабиха по подавлению гражданского восстания. Основатель движения — полковник Хуссейн Гармуш, который 9/6/2011 от имени Бригады свободных офицеров объявил о переходе на сторону народа и призвал интеллектуалов, политиков и дискриминируемых меньшинств (например, курдов) присоединиться к новому правительству. Позже движение переросло в то, что сегодня известно как Свободная сирийская армия, а Гармуш пропал без вести.
23 сентября Движение свободных офицеров объединилось со Свободной сирийской армией. Но продолжало действовать под названием «Движение свободных офицеров» до середины 2012 года.